# Атерина західноєвропейська
Атерина західноєвропейська (Atherina presbyter) — вид морських риб з родини атеринових (Atherinidae). Живе в зграях при поверхні води, взимку спускається на глибину.

## Характеристика
Спинних шипів (загалом) 7-9; спинних м'яких променів (загалом) 114; анальних шипів — один; анальних м'яких променів 14-17. Луска у 52-57 поздовжніх рядах. хребців 46-52 (біля Марокко), або 49-52 (біля Нідерландів). Пілоричні придатки відсутні. Головною характеристикою є блискуча срібляста смуга вздовж боку від голови до хвоста, часто підкреслена чорним; справжня бічна лінія відсутня. Діаметр ока дорівнює довжині рила.

## Ареал
Поширені в північно-східній Атлантиці від Данських проток до Канарських островів, Мавританії і Кабо-Верде, також у західній частини Середземного моря.

## Джерело
- Froese R., Pauly D. (eds.) (2012). Atherina presbyter на FishBase. Версія за вересень 2012 року.